# Sol-Ilezk
Sol-Ilezk (russisch Соль-Илецк) ist eine Mittelstadt und ein Kurort mit 28.377 Einwohnern (Stand 14. Oktober 2010) in der russischen Region Orenburg. Sie liegt zwischen dem südlichen Ural und der kasachischen Grenze (letztere ist etwa 50 km von der Stadt entfernt), rund 70 km südlich der Gebietshauptstadt Orenburg.

## Bevölkerung
Die Bevölkerungsmehrheit in Sol-Ilezk stellen im Jahre 2010 die Russen mit 63,8 %, daneben Kasachen 17,5 %, Tataren 10,1 % und Ukrainer 3,4 %. Es gibt auch eine – in den 1990er Jahren durch Auswanderung geschrumpfte – deutschstämmige Minderheit mit 1,6 %.

### Bevölkerungsentwicklung
| Jahr | Einwohner |
| ---- | --------- |
| 1897 | 11.768    |
| 1939 | 15.019    |
| 1959 | 21.614    |
| 1970 | 22.277    |
| 1979 | 21.674    |
| 1989 | 23.836    |
| 2002 | 26.883    |
| 2010 | 28.377    |
| 2020 | 26.923    |

Anmerkung: Volkszählungsdaten

## Geschichte
1744 sandte die russische Zarin Elisabeth ein Erkundungsteam zur Erschließung der Salzvorkommen an der Stelle der heutigen Stadt Sol-Ilezk. Es entstand dort bereits zuvor ab dem 16. Jahrhundert eine Kosakensiedlung, zu deren Schutz 1754 eine Festung namens Ilezkaja sastawa gebaut wurde. Der Ort widmete sich dem Abbau des Salzes und der Versorgung umliegender Salzminen und hieß zunächst Ilezkaja. Ilezkaja wurde auch bereits zu dieser Zeit zum Wohnort von vom Zarentum Verbannten. 1774 eroberten Rebellen unter Pugatschow die Siedlung und die Festung im Zuge der Belagerung des benachbarten Orenburg. Nach der Niederlage der Rebellen wurde der Ort wieder zu einem wichtigen Stützpunkt der Uralkosaken, der 1824 auch vom russischen Zaren Alexander I. besucht wurde.
1906 entstand durch die Überflutung eines offenen Salzstocks der Salzsee Raswal. Im Zuge der russischen Oktoberrevolution übernahmen 1917 rote Revolutionäre erstmals die Stadt, die sie dann 1919 im Russischen Bürgerkrieg endgültig eroberten. 1926 wurde der Ort in Ilezkoje umbenannt. In der Stalinzeit beherbergte die Stadt Gulags für Regimegegner, die später in Form einer Haftanstalt weitergeführt wurden. Sie befindet sich heute noch auf dem Gelände der ehemaligen Festung. 1941 bis 1944 waren in Sol-Ilezk aus Odessa wegen des deutschen Überfalls auf die Sowjetunion evakuierte Industrieanlagen im Betrieb, die Werkzeug herstellten. 
Nach dem Zweiten Weltkrieg erhielt der Ort seinen heutigen Namen Sol-Ilezk. 1964 wurde ein modernes Salzbergwerk in Betrieb genommen, das bis heute arbeitet. 1996 erhielt das Salz aus der Stadt in Paris eine internationale Auszeichnung für seine herausragende Qualität. Ab dem Millennium entwickelte sich der Kur-Tourismus am Raswal, der die Stadt in einen viel besuchten und in der Uralregion und Kasachstan bekannten Kurort verwandelte. Er wird vermarktet als für Russen und Kasachen günstigere Alternative zum Toten Meer.

## Sehenswürdigkeiten
Sol-Ilezk ist im mittleren Russland bekannt wegen des Salzsees Raswal (auch bekannt als Soljonka) unweit der Stadt, dessen Wasser eine größere Dichte aufweist als der menschliche Körper. Dank dem See gibt es vor allem in den letzten Jahren einen wachsenden Tourismus und ein um das See angelegtes Vergnügungsgelände. Das Stadtviertel um den See avancierte dadurch zu einem regional bekannten Kurort. Vom Salz (russisch: Sol) hat die Stadt auch ihren Namen. Die einzigen weiteren Sehenswürdigkeiten sind die orthodoxe Kirche und das typisch russische Denkmal zum Zweiten Weltkrieg.

Sol-Ilezk, Denkmal zum Zweiten Weltkrieg
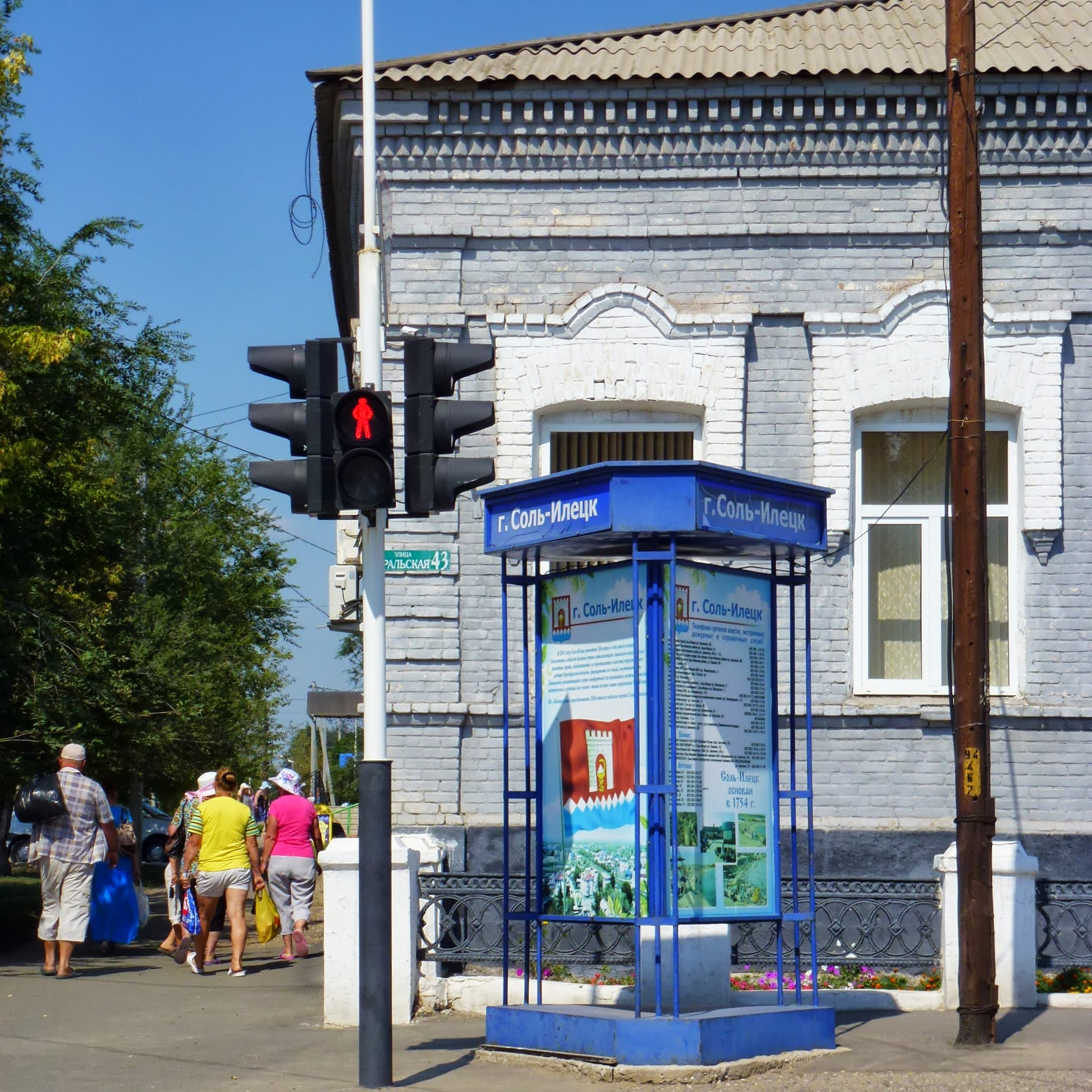
Sol-Ilezk, Innenstadt
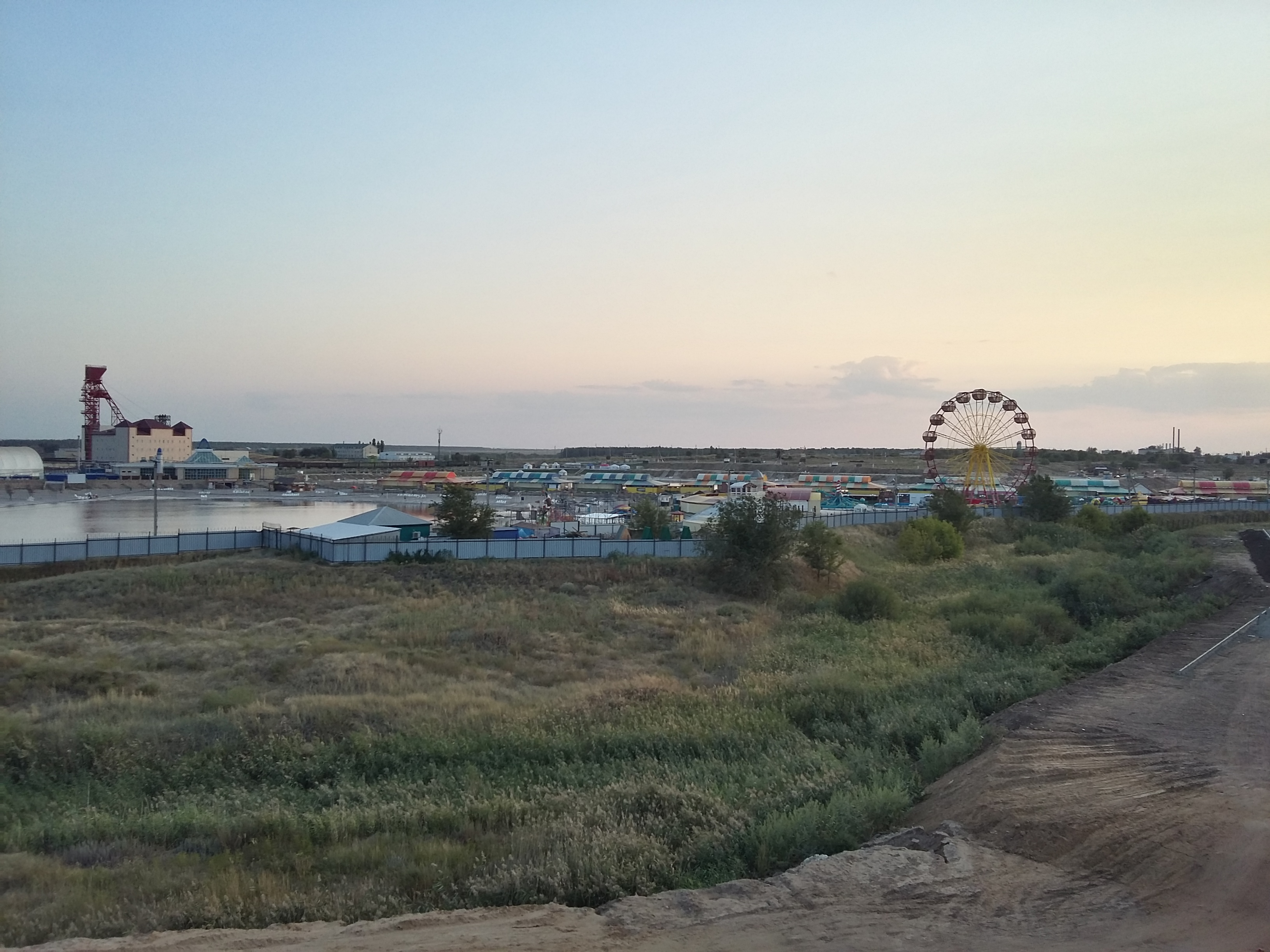
Sol-Ilezk, Salzsee Raswal
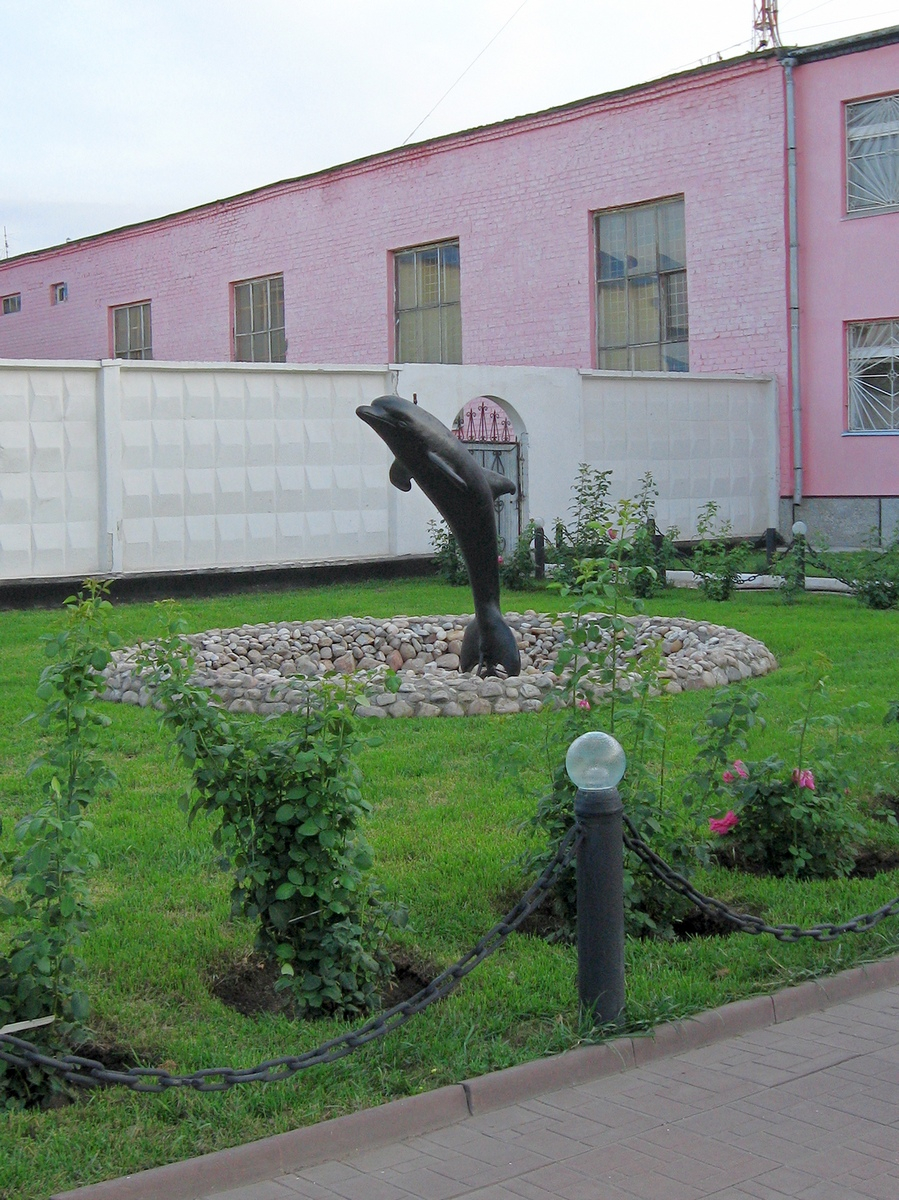
Skulptur Schwarzer Delphin am Vorplatz der Haftanstalt

## Wirtschaft
Wichtigste Wirtschaftszweige sind neben dem Tourismus und der Salzgewinnung aus dem See für die Stadt die Landwirtschaft, v. a. der Melonen- und Wassermelonenanbau. Melonen und Wassermelonen werden rund um die Stadt auf 24.000 Hektar Fläche angebaut und sind in Russland überregional bekannt. Jelena Baturina, Bauunternehmerin und Ehefrau des entlassenen Moskauer Bürgermeisters Juri Luschkow hat seit 2002 in die touristische Infrastruktur mit dem Ziel investiert, Sol-Ilezk zu einem Luxuskurort auszubauen.

### Schwarzer Delfin
In Sol-Ilezk befindet sich in der früheren Festung Ilezkaja sastawa, die schon seit dem 18. Jahrhundert als Gefängnis genutzt wurde, das Straflager Nr. 6 der Oblast Orenburg, inoffiziell als Schwarzer Delfin (russisch Чёрный дельфин) bezeichnet. Es ging direkt aus einem Straflager der Stalinzeit hervor. Das Gefängnis ist eines von gegenwärtig (2022) zehn in Russland für die Aufnahme von Häftlingen mit lebenslangen Strafen und mit 1.600 Insassen das größte seiner Art im Land. Es erhielt seinen in Russland landesweit bekannten Spitznamen von einer Skulptur eines Gefangenen, die am Eingang zur Anstalt nachgebildet wurde. Die Haftanstalt ist bekannt für die dortige Inhaftierung von prominenten Schwerkriminellen, etwa Serienmördern, Terroristen und Kannibalen. Wegen seiner Prominenz und dem Tourismus in Sol-Ilezk verfügt das Gefängnis über einen eigenen Souvenirshop und befindet sich inmitten des Kurortes von Sol-Ilezk. 20 Kilometer von der Stadt entfernt unterhält das Gefängnis ein Außenlager auf einer Farm zur Produktion landwirtschaftlicher Güter.
Die Insassen werden ganztägig videoüberwacht, Gefangene dürfen nur in Handschellen ihre Zellen verlassen und haben nur in einer speziellen Zelle mit Dachgitter Freigang. Ein Ausbruch aus der Anstalt gelang bisher keinem der Häftlinge. 2024 wurde wegen Foltervorwürfen in der Haftanstalt eine Untersuchung der russischen Generalstaatsanwaltschaft eingeleitet.

## Verkehr
Sol-Ilezk verfügt über einen Bahnanschluss und Buslinien in die benachbarte Gebietshauptstadt Orenburg. Zur Tourismussaison im Sommer existieren weitere direkte Busverbindungen in andere russische Großstädte. Die Stadt befindet sich direkt an der Staatsstraße R-239, die von Kasan über Orenburg ins benachbarte Kasachstan führt und eine Bedeutung im internationalen Fernverkehr in Richtung Zentralasien besitzt. Die Straße ist nach Orenburg teilweise vierspurig ausgebaut, da das Verkehrsaufkommen aufgrund des Tourismus in Sol-Ilezk in diesem Abschnitt das höchste der Gesamtstrecke ist.

## Persönlichkeiten
- Carola Neher (1900–1942), eine während des Großen Terrors zu zehn Jahren Haft verurteilte deutsche Schauspielerin, die aus dem nationalsozialistischen Deutschland in die Sowjetunion emigriert war, starb 1942 in einem Lager des Gulag (dem heutigen Straflager Nr. 6) in Sol-Ilezk an Typhus
- Alexei Fedortschenko (* 1966), Filmregisseur, geboren in Sol-Ilezk
- Sana Anarqulowa (* 1989), Volleyballspielerin